# Amalgama dentario

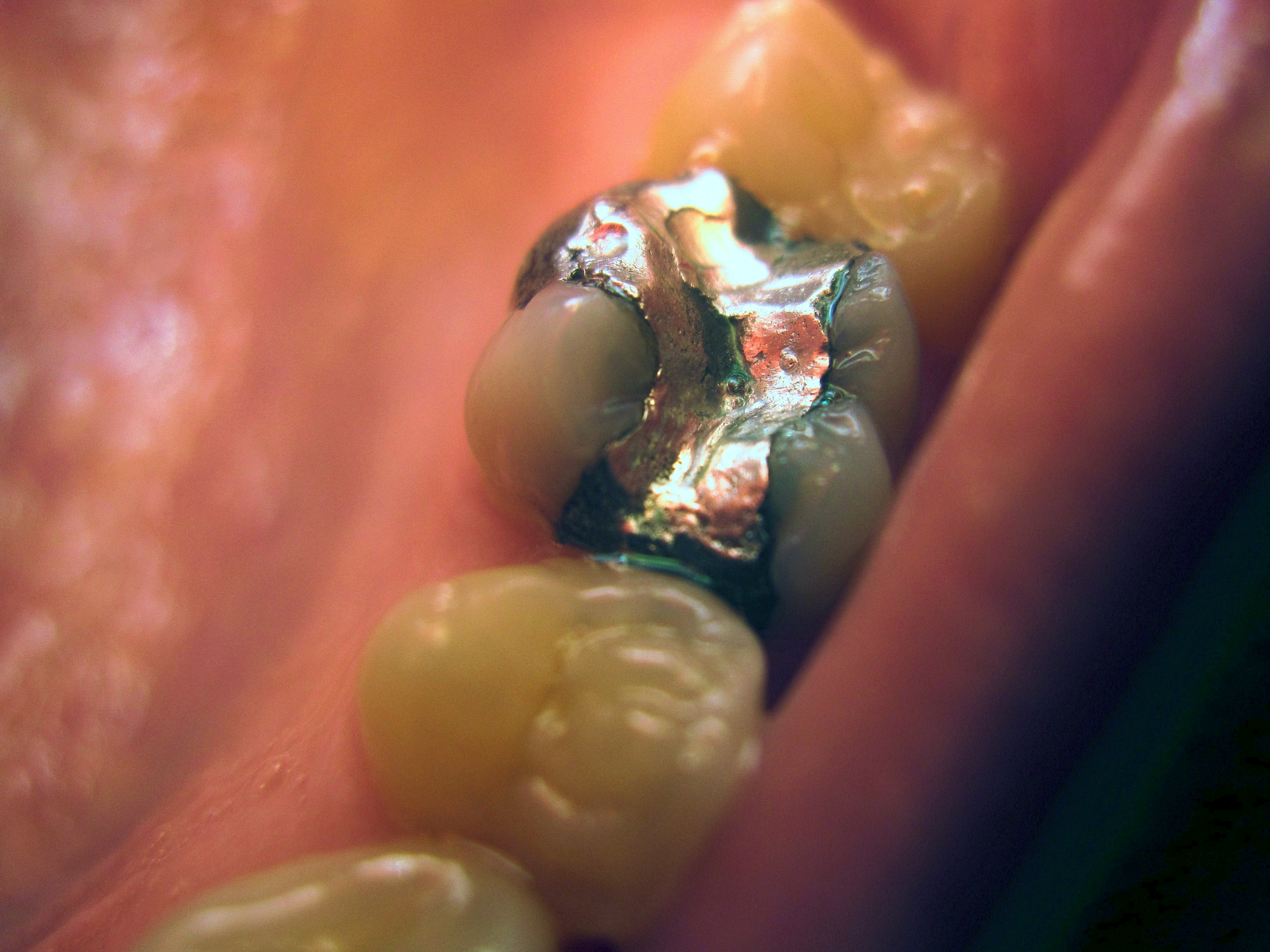
Primo molare otturato con amalgama d'argento

L'amalgama dentario o amalgama d'argento è un materiale composito a matrice metallica usato in odontoiatria conservativa per otturazioni e ricostruzioni dirette. Gli elementi presenti nella sua composizione sono mercurio (45-50% circa del contenuto totale), argento (~22-32%), stagno (~11-14%), rame (~6-9%), zinco (~2%). 
Nel linguaggio comune le otturazioni ottenute con questo materiale venivano frequentemente chiamate “piombature”, nonostante la totale assenza di piombo.
Rimasto per molto tempo il materiale più utilizzato in odontoiatria restaurativa, negli ultimi decenni il suo uso è andato gradualmente declinando principalmente per ragioni estetiche, per la disponibilità di materiali alternativi, per l'inquinamento ambientale, e per alcuni timori legati a possibili problemi per la salute del paziente.

## Storia
L'utilizzo dell'amalgama d'argento come materiale da otturazione è piuttosto antico, il primo documento che sembra attestarne l'uso è un testo cinese risalente alla dinastia Tang, scritto nel 659 d.C. da Su Kung. In occidente lo si trova citato per la prima volta in un trattato del 1528 di Johannes Stocker (o Strockerus) di Ulm, mentre ancora in un testo cinese del 1578 di Li Shihchen vengono indicate le proporzioni dei componenti da utilizzare per la preparazione. Successivamente il suo uso si diffuse in Francia e da qui venne introdotto negli USA, dove nel XIX secolo vide dividersi gli odontoiatri statunitensi. L'associazione principale dell'epoca, l'American Society of Dental Surgeons, decise di proibirne l'uso ai propri membri, e per questo vide progressivamente diminuire i propri iscritti, venendo sostituita dall'American Dental Association, che ne accettava l'utilizzo. A contribuire alla diffusione dell'amalgama furono una serie di studi e miglioramenti nella composizione avviati da J. Foster Flagg e portati avanti da altri, tra cui fondamentali furono quelli di G. V. Black, che misero in luce la sostanziale affidabilità e sicurezza delle otturazioni in questo materiale.
Nel 1963 venne introdotta una formulazione ad alto contenuto di rame in grado di limitare la formazione della fase mercurio-stagno γ2, imponendosi gradualmente per le doti di maggiore stabilità e resa estetica.

## Composizione e tipologie

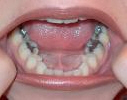
Molari otturati con amalgama dentale

I primi amalgami dentali erano prodotti artigianalmente, e la composizione poteva variare sensibilmente sia nei materiali che nelle percentuali utilizzate. Attualmente il confezionamento in capsule predosate garantisce la standardizzazione delle percentuali corrette tra i materiali, e le diverse tipologie in commercio vengono distinte in base a tipo e quantità dei metalli che vengono fatti reagire con il mercurio (ternari, quaternari), alla forma delle loro particelle (scaglie, sferiche, sferoidali o miste), e alla quantità di rame presente nella lega, utile per limitare la formazione della fase γ2 (Sn7–8Hg) a fine reazione.
- Amalgami classici o γ2: Ag 66.7-71.5%, Sn 24.3-27.6%, Cu 1.2-5.5%, Zn 0-1.5%, Hg 0-4.7%
- Amalgami non-γ2 : Ag 69-70%, Sn 17-21%, Cu 9-13%[1]

### Reazioni di indurimento
Il mercurio e le particelle microscopiche composte dalle leghe metalliche sono separate da un diaframma all'interno di capsule sigillate. Al momento dell'uso, queste vengono inserite in un vibratore specifico che tramite azione meccanica elimina il diaframma tra le due sezioni interne, permettendo l'incorporamento delle polveri metalliche nel mercurio, dando così inizio alla prima fase dei processi reattivi. Argento e stagno presenti alla superficie delle particelle si dissolvono nel mercurio, e raggiunta la sovrasaturazione dell'argento questo si combina in forma di Ag2Hg3 (fase γ1), composto intermetallico che va a costituire la parte prevalente della matrice che ingloba i granuli di lega iniziale non disciolti. Il mercurio ulteriormente disponibile porta quindi alla sovrasaturazione dello stagno con conseguente formazione della fase γ2 (Sn7–8Hg), scarsamente stabile e quindi responsabile di ossidazione e variazioni dimensionali. Nelle tipologie ad alto contenuto di rame (>6%) questi reagisce con lo stagno formando la fase η' (Cu6Sn5), limitando sensibilmente la formazione della fase γ2. Reazioni avvengono anche per diffusione del mercurio nelle particelle di lega allo stato solido. Man mano che il mercurio viene impegnato nelle diverse fasi, avviene un aumento di consistenza del materiale, che si completa stabilizzandosi in forma di materiale composito a matrice metallica.

## Indicazioni e tecnica di utilizzo
Il successo dell'amalgama dentale nel campo odontoiatrico è legato ad una serie di caratteristiche favorevoli per l'utilizzo in ambiente intraorale: facilità di impiego, stabilità nel tempo, resistenza all'usura, possibilità di essere posizionato anche in presenza di umidità e fluidi organici, resistenza alla carie secondaria. Per questi motivi è considerato ancora un materiale indicato per casi altrimenti difficili da gestire, come le cavità ampie di II classe, le carie radicolari e/o sottogengivali di difficile accesso, nelle situazioni di alto rischio di carie legate ad altre patologie orali o sistemiche, o quando entrino in gioco motivazioni economiche, con scarse necessità estetiche.
Richiede comunque una tecnica di preparazione del dente che prevede cavità tridimensionalmente ritentive, in quanto non è in grado di aderire chimicamente ai tessuti dentali, e quindi la ritenzione deve essere necessariamente meccanica. Ciò implica spesso il sacrificio di tessuto dentale sano, con un sostanziale indebolimento della struttura residua, creando pericoli di fratture nel caso di ricostruzioni estese. Per ovviare a questi inconvenienti sono state proposte modifiche nella sua tecnica di utilizzo che prevedono l'uso di sistemi di adesione o la combinazione con materiali differenti nella cosiddetta tecnica sandwich.

## L'amalgama e i rischi per la salute

### Tossicità cronica da mercurio
Il mercurio è un elemento volatile, e anche dalle fasi stabilizzate che costituiscono le otturazioni in amalgama una piccola quantità tende a liberarsi e ad essere parzialmente assorbita dal corpo umano tramite inalazione, per poi essere eliminato con le urine. I vapori sono composti da mercurio allo stato metallico, meno pericoloso della forma organica (principalmente metilmercurio) presente nel pesce e altri alimenti, che vengono assorbiti e accumulati con maggiore efficienza dai tessuti (malattia di Minamata). In media una persona che nella propria bocca espone 10 superfici dentali in amalgama va incontro ad un assorbimento giornaliero 50 volte inferiore ai limiti di sicurezza stabiliti dall'OMS.
Nel mondo medico e scientifico la controversia sui possibili effetti tossici del mercurio contenuto nell'amalgama è passata attraverso fasi alterne, con la comparsa periodica di studi preoccupanti che sembravano confermare il pericolo legato alla liberazione e all'assorbimento del mercurio, e studi di segno contrario che ne ridimensionavano contenuti e risultati, individuando errori metodologici, sottolineando i ridotti valori rilevati e la mancanza di correlazione con possibili patologie.
Tra il 2007 e il 2008 vennero pubblicati i dati del più ampio studio sperimentale prodotto sull'argomento, il New England Children's Amalgam Trial, in cui era stato seguito per 5 anni un campione di 537 bambini statunitensi in età scolare a cui erano state eseguite otturazioni in materiali differenti. I risultati non mostrarono correlazioni significative tra presenza di otturazioni in amalgama e alterazioni neurofisiologiche o renali, rilevando un leggero aumento nei valori di mercurio eliminato con le urine in rapporto al numero di otturazioni presenti. Numerosi altri studi relativi a ricerche simili comparsi in seguito confermarono sostanzialmente queste osservazioni.
Sono stati effettuati anche studi per valutare i possibili effetti dannosi su donne in gravidanza e sui nascituri. Anche in questo caso non furono trovati collegamenti tra la presenza dell'amalgama e alterazioni, con l'eccezione di uno studio retrospettivo che sembrava mostrare un pericolo legato allo sviluppo dell'autismo, su cui però erano stati sollevati alcuni dubbi metodologici. Nel 2011 apparvero i risultati del Seychelles Child Development Study, uno studio prospettico in doppio cieco che aveva seguito 779 madri e loro figli per 19 anni, e anche in questo caso non furono trovate correlazioni significative tra presenza di amalgama dentale e problemi neurofisiologici per il feto.
Se da una parte la quantità di studi sempre più ampi effettuati sulla popolazione sembra confermare l'assenza di pericoli significativi legati alla presenza di otturazioni in amalgama, evidenza ribadita da tutte le maggiori istituzioni mediche, permangono comunque pareri di ricercatori che invitano a mantenere un atteggiamento precauzionalmente critico verso questo materiale, facendo riferimento agli studi che individuano un collegamento tra la concentrazione di mercurio eliminato nelle urine e la sua presenza nel cavo orale, puntando l'attenzione sulla possibilità che soggetti predisposti fisiologicamente, per abitudini viziate o alimentari possano essere più a rischio. Questo atteggiamento di precauzione è stato sostanzialmente recepito dagli organismi internazionali che si occupano di salute pubblica come l'OMS e l'Unione europea, che nel quadro di una progressiva limitazione all'uso del mercurio per rischi ambientali consigliano un suo utilizzo limitato, privilegiando materiali alternativi quando possibile, in particolare su soggetti potenzialmente vulnerabili come bambini e donne in gravidanza.
Critiche all'uso delle otturazioni in amalgama tendono comunque a ricomparire periodicamente sui mass media rinnovando il dibattito sull'argomento, associandosi non di rado con tesi cospirazioniste e trovando spesso il supporto di personaggi legati al mondo delle terapie alternative e delle pseudoscienze.  La tendenza all'autodiagnosi di disturbi causati dalla presenza del mercurio da parte di soggetti vulnerabili si è dimostrata prevalentemente riconducibile alle caratteristiche del disturbo somatoforme.

#### Esposizione professionale
La liberazione di vapori di mercurio tende ad essere maggiore durante le fasi che vanno dal mescolamento all'indurimento del materiale, e nelle procedure che ne comportano la limatura, per la rimozione di un'otturazione o la sua rifinitura, procedimenti che richiedono obbligatoriamente l'uso di raffreddamento ad acqua e aspirazione ad alta velocità. Questo comporta un pericolo potenziale per medici e personale degli studi dentistici, motivo per cui esiste in Italia una normativa di legge specifica che impone una serie di precauzioni e limitazioni all'uso di questo materiale. Gli studi eseguiti per indagare i possibili effetti sugli operatori hanno comunque dimostrato una limitata rilevanza dell'esposizione professionale sugli indicatori di rischio specifico.

### Ipersensibilità
La composizione dell'amalgama implica inevitabilmente la possibilità di reazioni allergiche ai metalli che la compongono, che si manifesta nella forma di reazione cellulo-mediata (Tipo IV), chiamata anche lichenoide per la similitudine con la manifestazione orale del lichen planus. Usualmente le lesioni, con aspetto di striature e macchie biancastre e/o macchie eritematose, non sono legate a sintomatologie particolari, e possono essere diagnosticate attraverso le prove allergiche specifiche. La sostituzione dell'otturazione o il suo rivestimento con altri materiali è di regola un trattamento sufficiente per la risoluzione.

### Tatuaggio
Un effetto collaterale piuttosto comune legato alla presenza dell'amalgama d'argento è la pigmentazione scura dei tessuti molli contigui all'otturazione, con aspetto di macchia blu, nera o brunastra, definita comunemente tatuaggio. Si sviluppa più frequente sulla gengiva, in particolare in seguito a procedure traumatiche associate al posizionamento del materiale o in relazione alla sua rifinitura, ed è causato dall'incorporazione di particelle metalliche d'argento nella membrana basale epiteliale e nella submucosa. Il fenomeno non è associato ad alcuna sintomatologia e non richiede trattamento, se non per motivi estetici, e va distinto dalle lesioni melanotiche, di altra origine e significato.

## Problemi ambientali e regolamentazione
Il grave problema della tossicità ambientale del mercurio ha portato negli ultimi anni ad una serie di iniziative da parte di organismi nazionali e internazionali che si occupano di tutela dell'ambiente e salute pubblica, impegnati per una sua progressiva eliminazione dai cicli produttivi in ogni sua forma. Anche l'amalgama dentale è stata compresa in questo sforzo, in quanto fonte significativa di inquinamento ambientale, come riconosciuto dalla Convenzione di Minamata sul mercurio, stipulata nel 2013, che prevede la riduzione graduale del suo utilizzo.
L'Unione Europea è a sua volta impegnata sullo stesso obiettivo, avendo nel 2005 fissato un programma in più punti (EU mercury strategy) in cui si indicavano una serie di misure, alcune delle quali mirate ad un maggior rigore sulle normative riguardo al recupero del mercurio proveniente dagli amalgami dentari, suggerendo l'avvio di una politica di sostituzione con materiali alternativi. Un rapporto commissionato nel 2012 individuava l'amalgama dentaria come la seconda fonte di inquinamento da mercurio nei paesi UE, suggerendo una strategia comprendente un divieto totale all'uso odontoiatrico, come già messo sostanzialmente in atto da alcuni paesi scandinavi.
In Italia la gestione dell'amalgama dentale come rifiuto è normata dal D. Lgs. 5 febbraio 1997, n.22, dalla direttiva 9 aprile 2009 del Ministero dell'ambiente e dal Decreto Presidenziale 15 luglio 2003, N. 254, che ne specificano la corretta codifica CER (180110). Viene classificata come rifiuto sanitario pericoloso non a rischio infettivo, in quanto tale deve essere conservata in appositi contenitori per essere inviata tramite un trasportatore autorizzato verso speciali unità di smaltimento di rifiuti pericolosi.